# Beire-le-Châtel
Beire-le-Châtel – miejscowość i gmina we Francji, w regionie Burgundia-Franche-Comté, w departamencie Côte-d’Or.
Według danych na rok 1990 gminę zamieszkiwało 539 osób, a gęstość zaludnienia wynosiła 28 osób/km² (wśród 2044 gmin Burgundii Beire-le-Châtel plasuje się na 429. miejscu pod względem liczby ludności, natomiast pod względem powierzchni na miejscu 473.).